# Cua nhện Nhật Bản

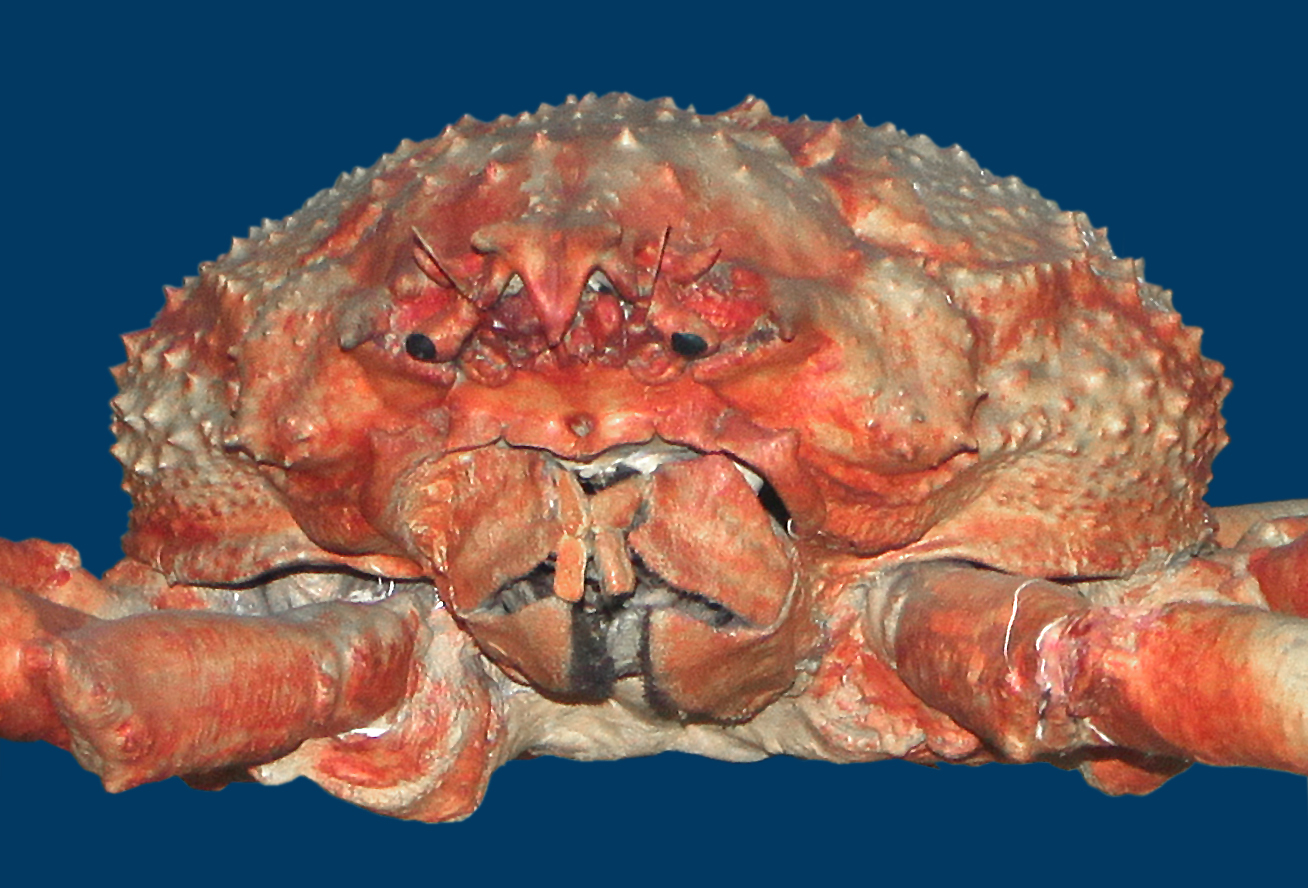
Cận cảnh khuôn mặt của một con cua nhện

Cua nhện Nhật Bản (Danh pháp khoa học: Macrocheira kaempferi) hay còn gọi là Cua nhện khổng lồ, cua nhện là một loài cua biển trong phân thứ bộ Cua sống tại đáy sâu ở vùng biển Thái Bình Dương. Đây là loài cua lớn nhất hiện đang tồn tại trên Trái Đất. Trong tiếng Nhật, loài cua này được gọi là "cua chân cao/dài" (cao cước giải, chữ Nhật: 高脚蟹, タカアシガニ, takaashigani).

## Đặc điểm sinh thái

### Cấu tạo cơ thể
Cua nhện Nhật Bản có chiều dài chân lớn nhất trong số các động vật giáp xác, có thể lên đến 3,7 mét (12 ft) tính từ càng này tới càng kia. Chiều dài cơ thể có thể lên tới 40 xentimét hay 16 inch (giáp đầu) và cả con cua có thể nặng 41 pound (19 kg).
Tuy nhiên, những kích thước đó chỉ có thể đạt được với các con đực còn con cái thì có càng ngắn hơn nhiều và ngắn hơn cả chân của nó. Ngoại trừ kích thước đáng nể, cua nhện Nhật Bản cũng có nhiều đặc điểm hình thái khác so với các loài cua còn lại.
Chân bơi của con đực bị xoắn một cách bất thường và ấu trùng của nó có diện mạo khá nguyên thủy. Con cua có màu cam với những đốm trắng trên chân.
Cua nhện Nhật Bản có lớp xương ngoài rất cứng giúp chúng né tránh đối thủ săn mồi, chúng thường lợi dụng bọt biển hoặc các loài sinh vật biển khác để ngụy trang. Tính khí của loài cua này được ghi nhận là khá hiền lành, trái ngược với vẻ ngoài hung dữ của chúng.
Năm 2009, một con cua nhện khổng lồ được một ngư dân bắt được ở khu vịnh Suraga, phía tây nam Tokyo, Nhật Bản. Cân nặng của nó đạt tới 15 kg, dài 3m và cơ thể nó vẫn chưa ngừng phát triển khi phát triển hoàn thiện, nó có thể dài bằng cả một chiếc ô tô, Con cua này được đặt tên là Kong, được xác định khoảng 40 tuổi và được triển lãm tại Dorset, trước khi chuyển đến München, Đức. Trước đó kỷ lục thuộc về con cua nhện có tên Crabzilla, khoảng 40 năm tuổi, có trọng lượng khoảng 12,5 kg, chiều dài khoảng 3,5m. Nó được coi là một trong những con cua lớn nhất thế giới với mỗi chiếc chân của nó cũng có chiều dài khoảng 1,5 m.

### Phân bố
Cua nhện Nhật Bản chủ yếu được tìm thấy ở vùng duyên hải phía Nam của đảo Honshū, từ vịnh Tokyo đến Kagoshima. Các quần thể ở xa hơn tọa lạc tại Iwate và ngoài khơi Tô Áo, Nghi Lan, Đài Loan. Cua trưởng thành có thể được tìm thấy ở các vùng nước tại nhiều độ sâu khác nhau, từ 50 mét (160 ft) tới 600 mét (2.000 ft).
Tại khu vực sống tự nhiên của chúng, cua nhện Nhật Bản ăn các loài sò, ốc, động vật có vỏ và các xác chết. Chúng có thể sống tới 100 năm. Quá trình ấu trùng kéo dài tùy theo nhiệt độ môi trường, thường vào khoảng từ 54 đến 72 ngày tại nhiệt độ 12–15 °C (54–59 °F).

## Lịch sử phân loại
Cua nhện Nhật Bản được mô tả lần đầu tiên vào năm 1836 bởi Coenraad Jacob Temminck dưới cái tên Maja kaempferi, dựa theo các ghi chép của Philipp Franz von Siebold tại đảo nhân tạo Dejima. Tên khoa học mà Temminck đặt ra có mục đích nhằm vinh danh Engelbert Kaempfer, một nhà tự nhiên học Đức của thế kỷ 17, tác giả quyển sách Fauna Japonica có nội dung mô tả lịch sử tự nhiên của Nhật Bản.
Năm 1839 Wilhem de Haan đưa nó vào một phân chi mới của chi Inachus mang tên là Macrocheira. Đến năm 1886 Edward J. Miers chuyển đổi Macrocheira thành một chi riêng. Hiện nay cua nhện Nhật Bản được xếp vào họ Inachidae nhưng dường như nó không hoàn toàn phù hợp với họ này và có thể cần phải tạo một họ mới (Macrocheira) cho nó. Ngoài M. kaempferi hiện đang tồn tại, chi Macrocheira có thêm 4 loài nữa nhưng chỉ được biết qua hóa thạch.

## Đánh bắt

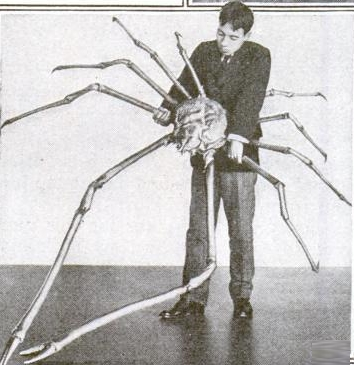
Hình chụp một con cua nhện đực lớn

Trong mô tả của mình, Temminck cho rằng cua nhện Nhật Bản nổi tiếng tại nước này vì những thương tích trầm trọng có thể gây ra bởi đôi càng rất khỏe của nó. Tuy nhiên, cua nhện Nhật Bản lại thường xuyên bị đánh bắt để lấy thịt; tổng cộng có tới 24,7 tấn (54.000 lb) cua đã được đánh bắt vào năm 1976, nhưng đến năm 1985 con số này đã sụt xuống chỉ còn 3,2 tấn (7.100 lb). Trung tâm của nghề đánh bắt cua tọa lạc ở vịnh Suruga. Mặt khác do số lượng cua giảm đi đáng kể, ngư dân đã phải ra xa bờ để đánh bắt chúng. Những con cua bị đánh bắt thường có chiều dài chân vào chừng 1,0–1,2 mét (3 ft 3 in–3 ft 11 in).